# Ambatolava
Ambatolava est une commune urbaine malgache située dans la partie centre-sud de la région d'Atsimo-Atsinanana.